# Pila de Zamboni

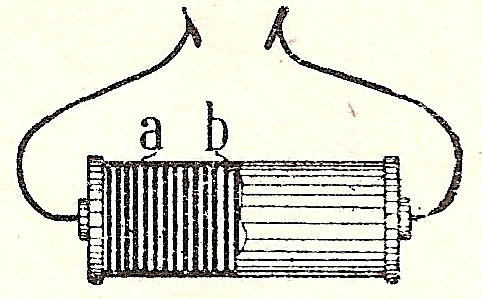
Una Pila Zamboni

La pila Zamboni o celda de Zamboni (también referida como Pila Duluc seca) es una pila eléctrica temprana, inventada por Giuseppe Zamboni en 1812. 
Una pila Zamboni es una "batería electrostática" y se construye a partir de discos de hoja de plata, zinc aluminio y papel.  Alternativamente, se pueden usar discos de "papel de plata" (papel con una capa delgada de zinc en un lado) dorado en un lado o papel de plata untada con óxido de manganeso y miel. Los discos, de aproximadamente 20 mm de diámetro, se ensamblan en pilas que pueden ser de varios miles de discos gruesos y luego comprimidos, ya sea en un tubo de vidrio con tapas de los extremos o bien apiladas entre tres varillas de vidrio con placas terminales de madera y aisladas por inmersión en azufre fundido o brea. 
Las pilas Zamboni de más moderna construcción fueron fabricadas en fecha tan reciente como la década de 1980, para proporcionar el voltaje de aceleración de intensificadores de imágenes de los tubos, sobre todo en el uso militar.  Hoy en día este tipo de tensiones se obtienen de circuitos inversores transistorizados, alimentados por baterías convencionales (baja tensión). 
La fuerza electromotriz (fem) por elemento es aproximadamente de 0,8 voltios; con miles de elementos apilados, las pilas Zamboni tienen salidas potenciales en la gama del kilovoltio, pero corrientes en el rango del nanoamperio. La famosa Oxford Electric Bell que ha estado sonando continuamente desde 1840, se cree que está alimentada por un par de pilas Zamboni.